# Role Models
Role Models är en amerikansk komedifilm från 2008, regisserad av David Wain.

## Handling
Wheeler och Danny är två energidrycksförsäljare som uppmuntrar skolbarn att ta avstånd från droger. Wheeler älskar jobbet men inte Danny, som hela tiden är på dåligt humör. Hans flickvän, advokaten Beth, får nog och gör slut med honom. Danny får ett utbrott och hamnar i bråk med en bogserare. Danny och Wheeler försöker att köra iväg med deras Minotauros-bil men råkar nästa förstöra bogseringsbilen, köra över en polisman och kraschar in mot en staty. Båda arresteras.
För att undvika fängelse måste Danny och Wheeler avtjäna 150 timmars samhällstjänst genom umgås med studenter. Wheeler blir tvungen att se efter Ronnie, en ung, uslig, ful-i-mun, bröstfixerad bråkstake, medan Danny måste hänga runt med Augie, en nördig tonåring som är besatt av levande rollspel.

## Rollista
- Paul Rudd - Danny Donahue
- Seann William Scott - Anson Wheeler
- Elizabeth Banks - Beth Jones
- Christopher Mintz-Plasse - Augie Farques
- Bobb'e J. Thompson - Ronnie Shields
- Jane Lynch - Gayle Sweeney
- Ken Jeong - Kung Argotron
- Kerri Kenney-Silver - Lynette Farcques
- Ken Marino - Jim Stansel
- Nicole Randall Johnson - Karen Shields
- A.D. Miles - Martin Gary
- Joe Lo Truglio - Michael Kuzzik
- Vincent Martella - Artonius Kuzzik
- Matt Walsh - Davith
- Keegan-Michael Key - Duane
- Amanda Righetti - Isabel
- Jorma Taccone - Mitch